# John Gribbin

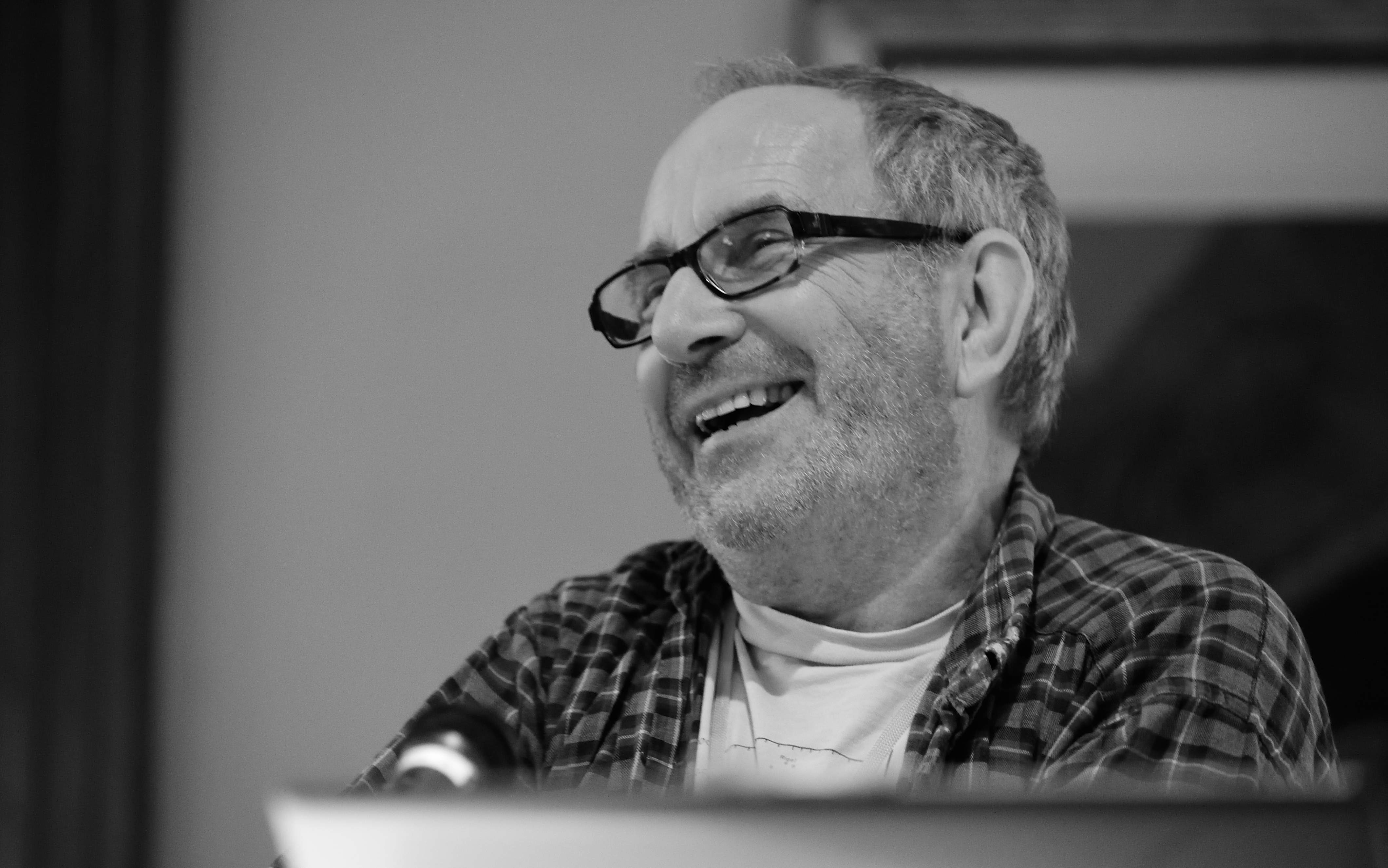
John Gribbin (2014)

John Gribbin (* 19. März 1946 in Maidstone/Kent) ist ein britischer Astrophysiker und Wissenschaftsautor, der vor allem über Astronomie und verwandte Themen schreibt.

## Leben
Er hat ein Diplom in Physik (1966) und in Astronomie (1967) der University of Sussex sowie einen Doktortitel in Astrophysik der Universität Cambridge (1971) und war Mitarbeiter der Zeitschriften Nature, New Scientist und der Zeitung The Times.
Er lehrt und forscht an der University of Sussex und hat zahlreiche populärwissenschaftliche Sachbücher und einige Science-Fiction-Romane geschrieben (darunter einen gemeinsam mit D. G. Compton verfassten).
Sein bekanntestes Werk ist ein Buch zur Quantenphysik Auf der Suche nach Schrödingers Katze. Quantenphysik und Wirklichkeit.
Gribbins erstes Buch The Jupiter Effect, das zusammen mit Stephan H. Plageman 1974 veröffentlicht wurde, dreht sich um die kuriose Vorhersage, dass die Ansammlung aller damals noch neun Planeten auf einer Seite der Sonne 1982 zu Naturkatastrophen auf der Erde führen wird. Dabei sollte auch Los Angeles durch ein Erdbeben zerstört werden. Ein Jahr nach dem Ausbleiben der Naturkatastrophen veröffentlichten Gribbin und Plageman The Jupiter Effect Reconsidered, in denen sie ihre Theorien revidierten, jedoch nicht verwarfen. Beide Bücher wurden in Großbritannien Bestseller. 1999 distanzierte sich Gribbin mit dem Satz „I don’t like it, and I’m sorry I ever had anything to do with it“ (ich mag es nicht und mir tut es leid, dass ich jemals damit etwas zu tun hatte). Der Jupiter-Effekt schaffte es in die Top 10 der nicht eingetretenen Weltuntergänge des Smithsonian Institute.
Im Jahre 2009 wurde Gribbin von der Association of British Science Writers für sein Lebenswerk ausgezeichnet, sein Beitrag Don’t Dumb Me Down (The Guardian am 8. September 2005) wurde als bester wissenschaftlicher Zeitungsartikel des Jahres ausgezeichnet.

## Sachbücher
- Auf der Suche nach Schrödingers Katze. Quantenphysik und Wirklichkeit (In Search of Schrodinger's Cat, 1984), aktuelle Ausgabe 2009 ISBN 3-492-24030-5
- Die erste Genesis: Gott, die Zeit und der Urknall (In Search of the Big Bang: Quantum Physics and Cosmology, 1986) 1995 ISBN 3-884-98086-6
- Auf der Suche nach dem Omega-Punkt. Zerfall oder Unendlichkeit als Schicksal des Universums (The Omega Point: The Search for the Missing Mass and the Ultimate Fate of the Universe, 1988) 1990 ISBN 3-492-03339-3
- Wie wenig uns vom Affen trennt (The One Percent Advantage, mit Mary Gribbin, 1988), 1995 ISBN 3-458-33461-0
- Ein Universum nach Maß. Bedingungen unserer Existenz (Cosmic Coincidences - Dark Matter, Mankind, and Anthropic Cosmology, mit Martin Rees, 1989) 1991 ISBN 3-7643-2558-5
- Unsere Sonne. Ein rätselhafter Stern (Blinded by the Light. The Secret Life of the Sun, 1991) 1992 ISBN 3-7643-2683-2
- Stephen Hawking: Die Biographie (Stephen Hawking: A Life in Science, mit Michael White, 1992) 1994 ISBN 3-498-07325-7
- Auf dem Weg zur Weltformel (The Matter Myth, 1992, mit Paul Davies) 1993 aktuelle Ausgabe ISBN 3-898-36498-4
- Am Anfang war ... Neues zum Urknall und der Evolution des Kosmos (In the Beginning. After COBE and before the Big Bang, 1993) 1995 ISBN 3-7643-5005-9
- Raum & Zeit (Eyewitness Science: Time & Space, 1994, mit Mary Gribbin), 2007 ISBN 3-836-95529-6
- Schrödingers Kätzchen und die Suche nach der Wirklichkeit (Schrodinger's Kittens, 1995), 1998 ISBN 3-596-14151-6
- Richard Feynman. Die Biographie eines Genies (Richard Feynman: A Life In Science, mit Mary Gribbin, 1997), 2000 ISBN 3-492-04041-1
- Das kleine Buch der Wissenschaft: Von Atom bis Weltall (The Little Book Of Science, 1999), 2007 ISBN 3-492-25090-4
- Geschöpfe aus Sternenstaub. Warum wir nicht einzigartig sind (Stardust: Supernovae and Life - The Cosmic Connection, mit Mary Gribbin, 2000), 2005 ISBN 3-492-24593-5

## Roman
- Vater der Menschheit (Father to the Men, 1989), 1992 ISBN 3-453-05005-3
- Das Schiff der Visionen (Innervisions, 1993), 2001 ISBN 3-453-14918-1

## Kritik
- Thomas Roth über Vater der Menschheit: „Kaum ein Science Fiction-Roman der letzten Jahre wies ein solch bedrückendes Ende auf. Denn Gribbins düsteres Bild einer allzu realistischen Zukunft basiert auf genauen gesellschaftlichen Beobachtungen und wissenschaftlichen Fakten, die von ihm - und hierin ist er ganz Wissenschaftler - nahezu leidenschaftslos extrapoliert werden. Stilistisch ist der Roman denn auch einfach gehalten, geradlinig wird die Story erzählt und entfalten sich die Charaktere.“[5]
- Karsten Kruschel über Das Schiff der Visionen: „John Gribbin feiert in seinem kleinen Roman den denkenden Menschen auf eine wirklich überraschende und vor allem überzeugende Weise.“[6]